# Cortenese
Il Cortenese (Curtinese in corso) è una regione storico-geografica francese situata nel centro dell'isola di Corsica avente per capoluogo la città di Corte.

## Geografia

### Localizzazione
Il Cortenese si trova nel centro della Corsica e fa parte del Cismonte (ossia del dipartimento dell'Alta Corsica). Corte, metropoli locale, si trova alla confluenza delle valli del Tavignano e della Restonica e vi occupa una posizione centrale.

### Orografia
I villaggi del Cortenese occupano principalmente la depressione centrale dell'isola, collegando le valli del Golo e del Tavignano. Il suo territorio è delimitato ad ovest dalla dorsale granitica corsa con le sue vette più alte (monte Rotondo, monte d'Oro e monte Renoso) e ad est dal massiccio alpino scistoso a nord-est dell'isola (monte San Petrone e punta di Caldane).
L'altitudine del suo aspro territorio varia tra i 2.706 metri del monte Cinto, il punto più alto dell'isola, e circa 15 metri sul livello del mare nella piana di Antisanti.

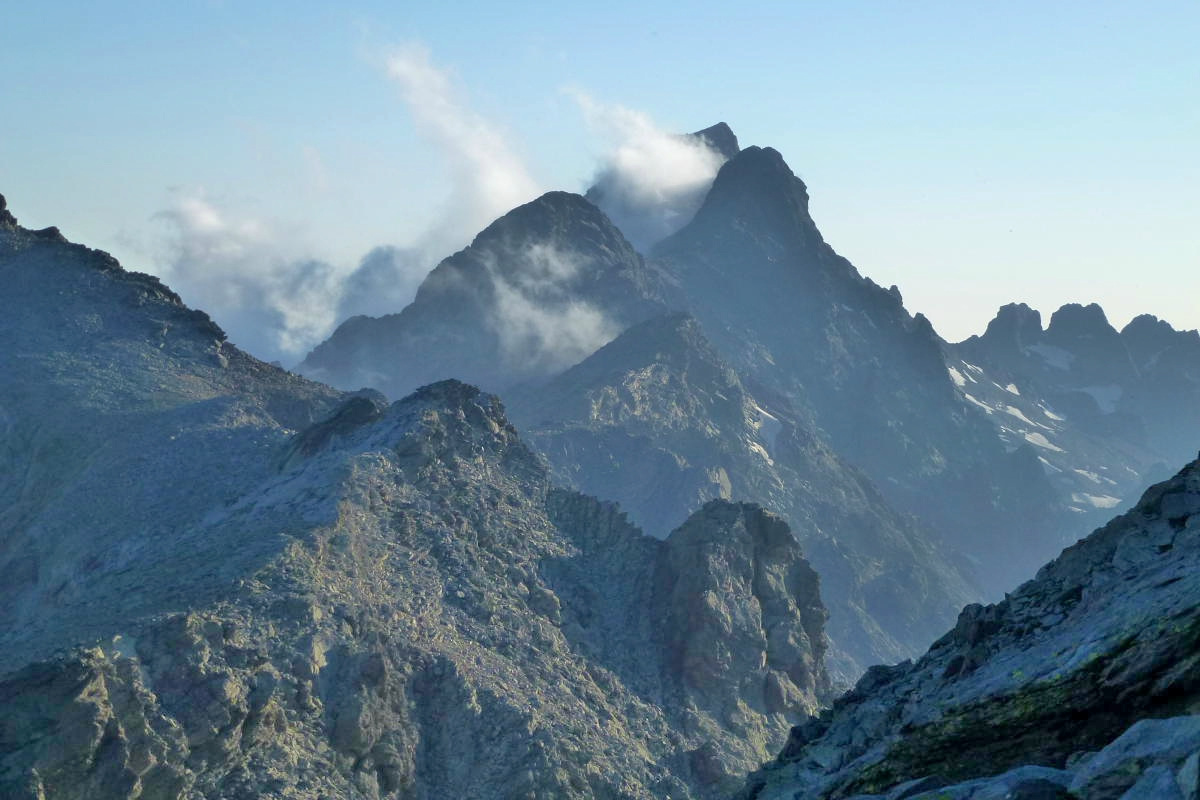
Monte Cinto
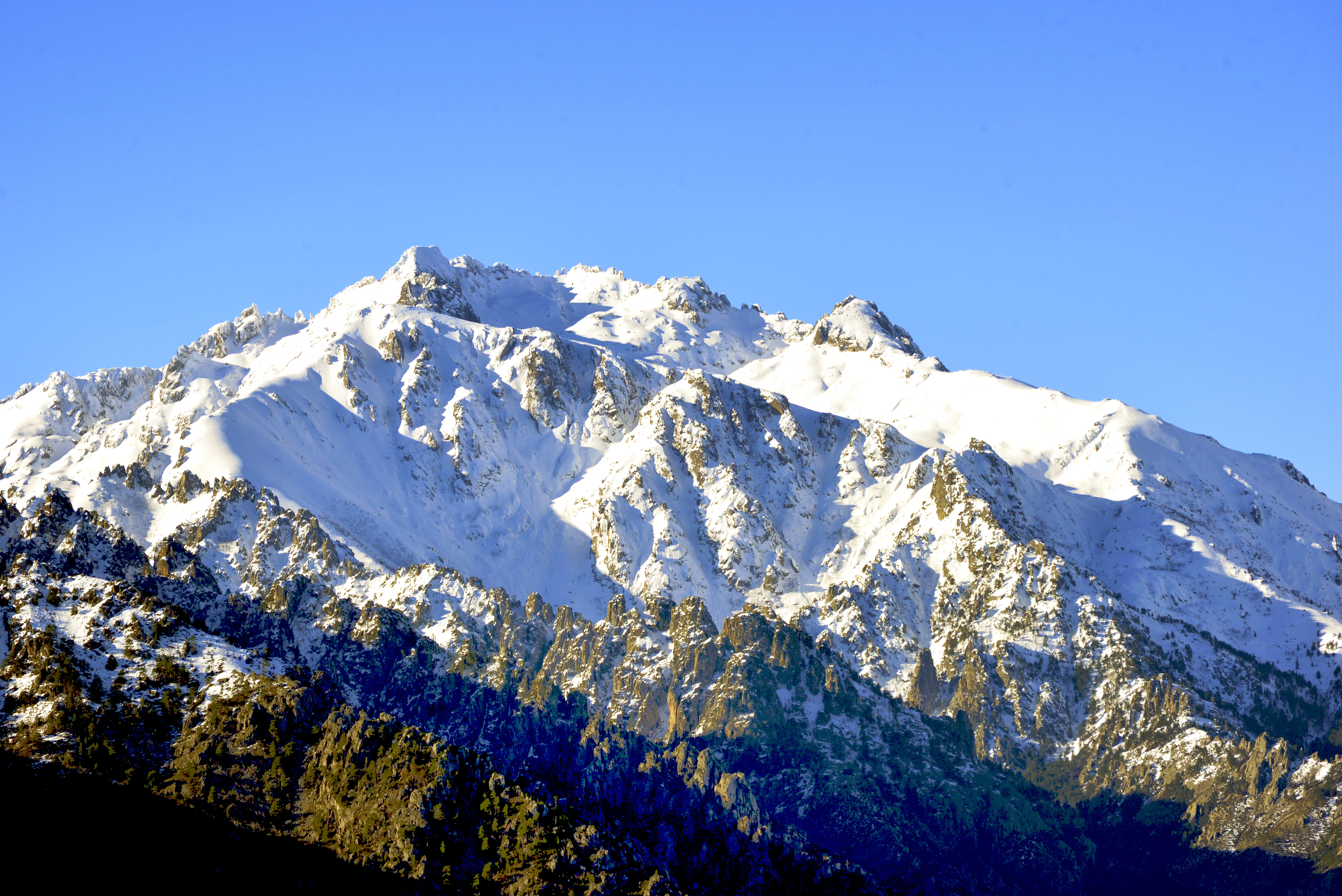
Monte Rotondo
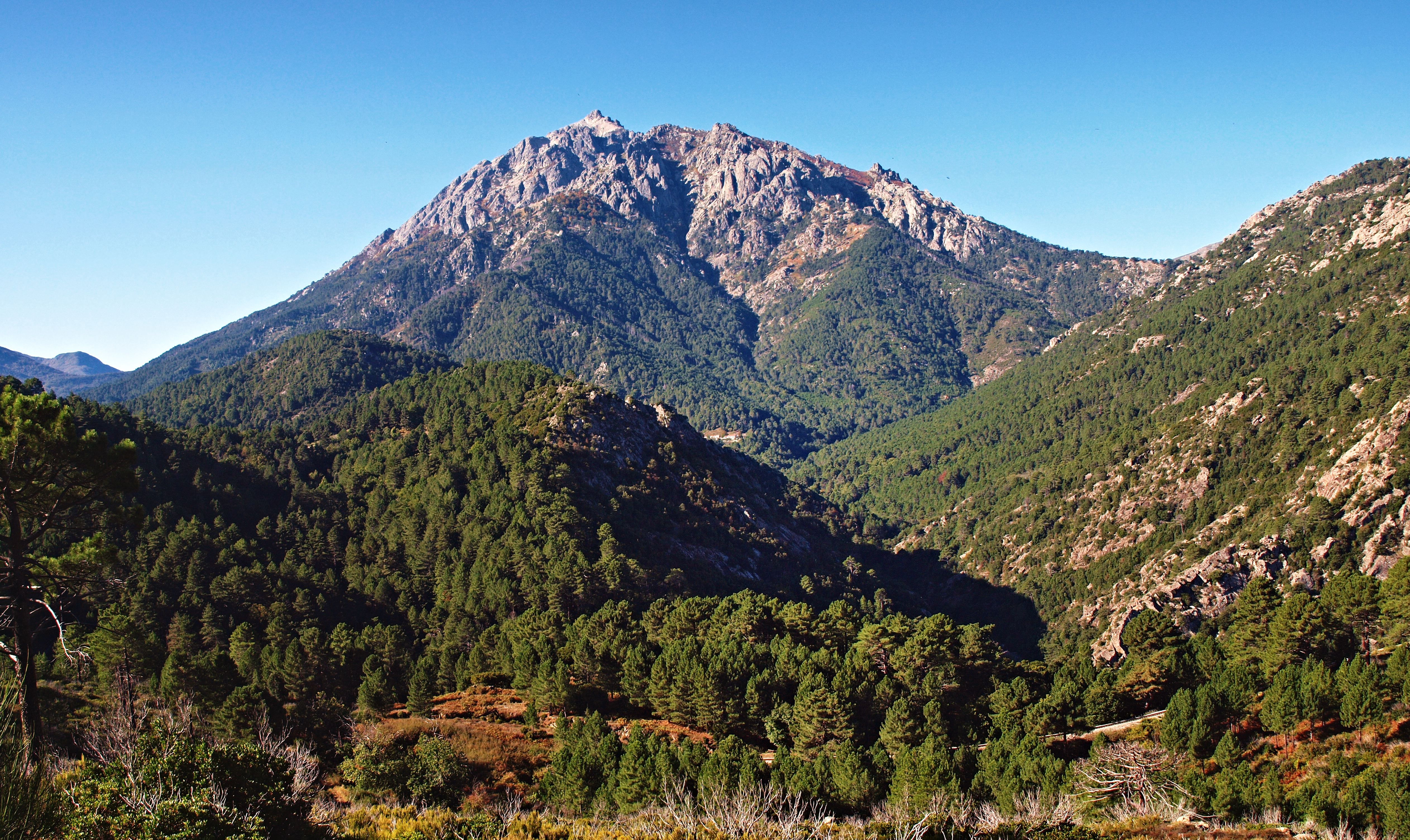
Monte d'Oro
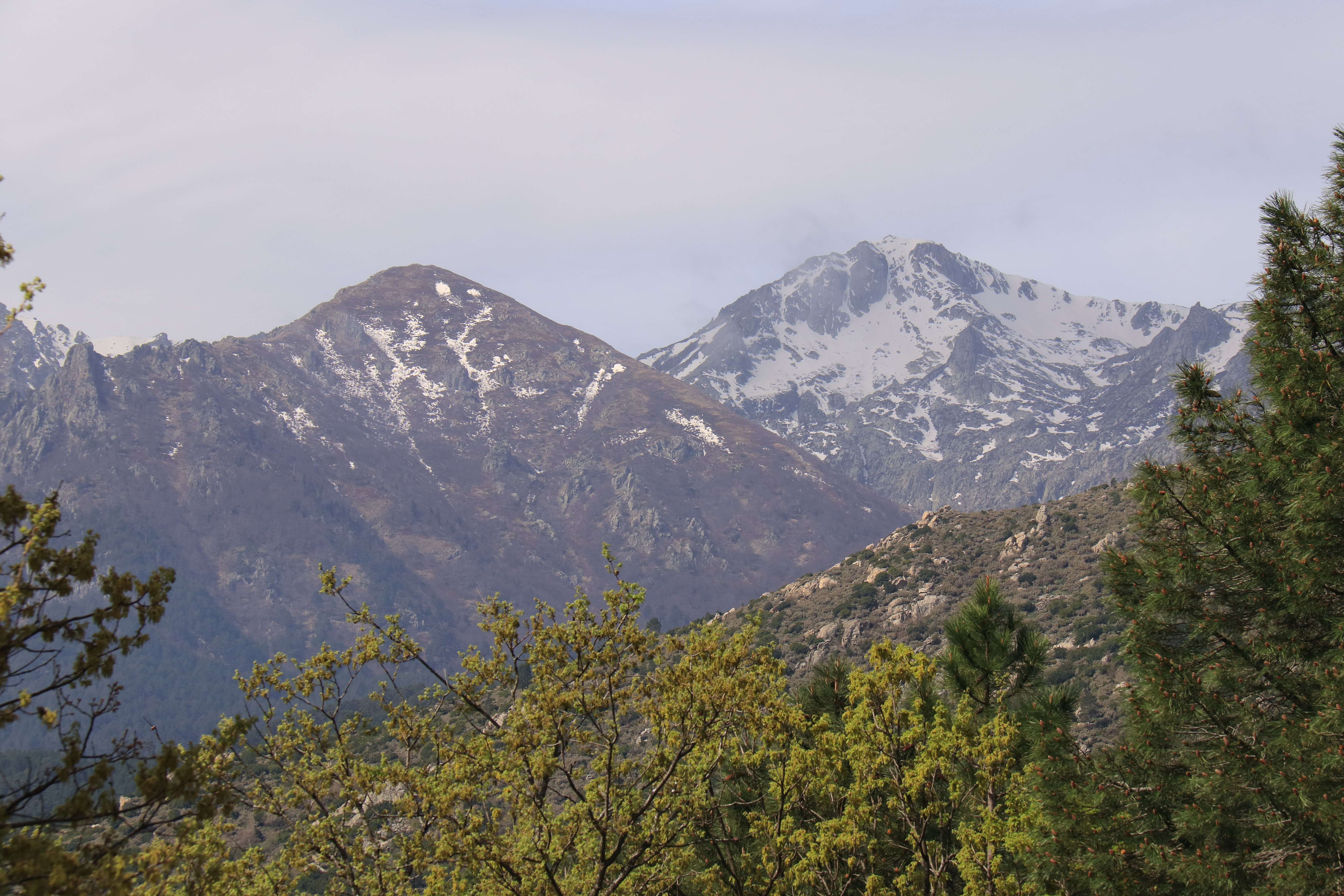
Monte Renoso
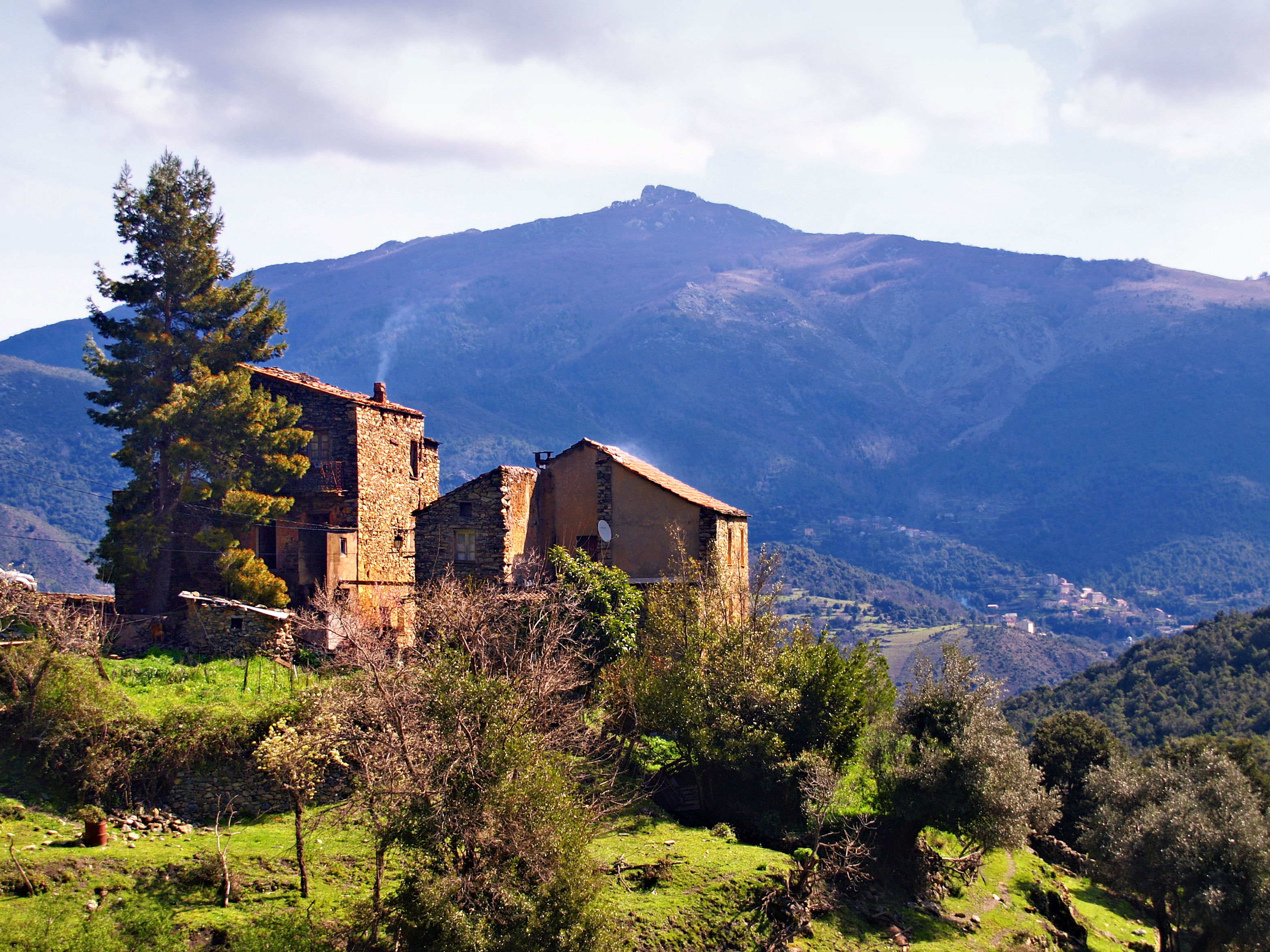
Monte San Petrone

### Idrografia
Il Cortenese comprende le medie e alte valli del Golo, del Tavignano e del Fiumorbo e quelle dei loro principali affluenti (Casaluna, Restonica, Vecchio e Tagnone).

## Composizione

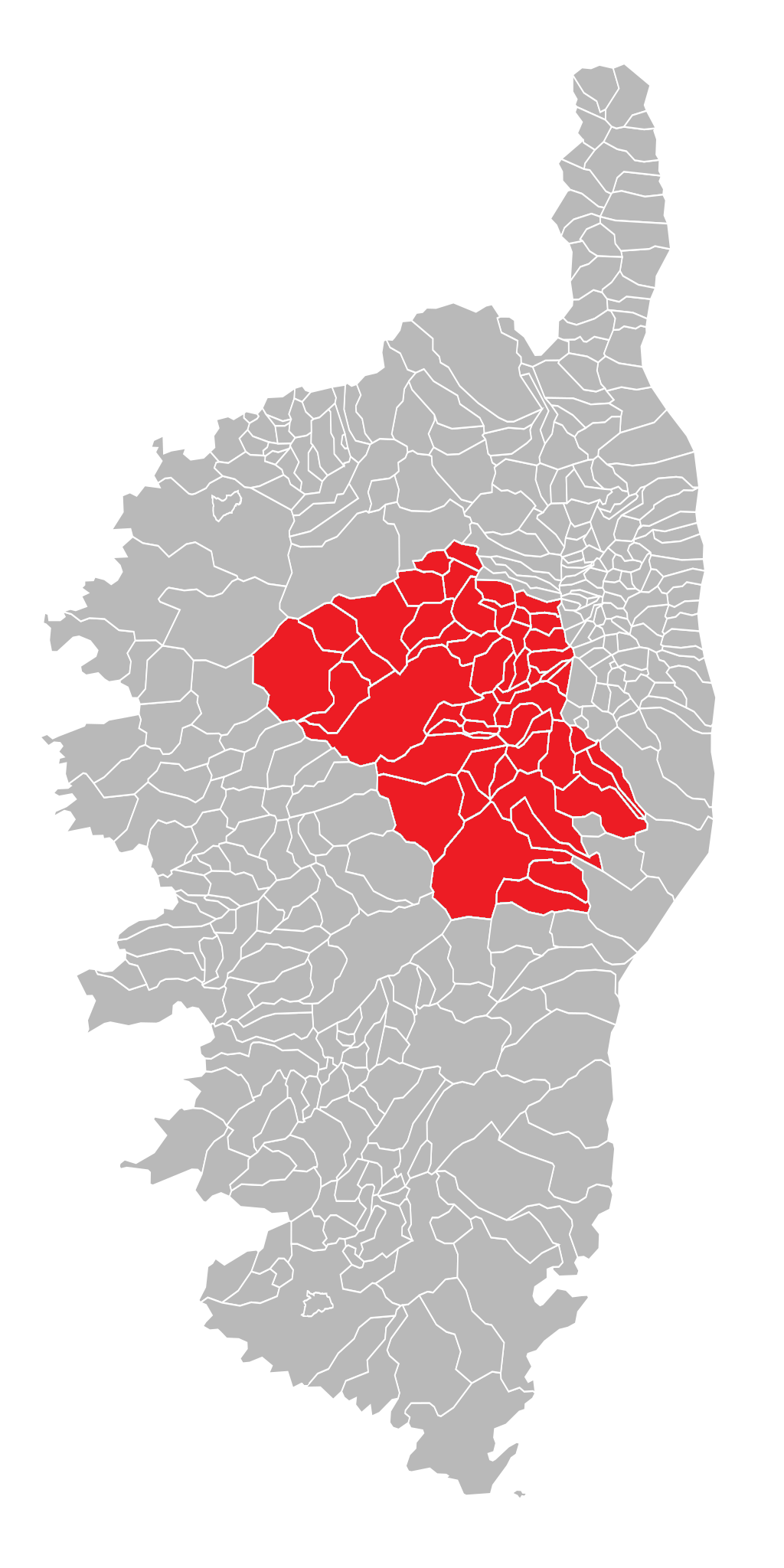
Mappa dei comuni del Cortenese

Il Cortenese in senso lato coincide con il territorio dell'ex provincia genovese di Corte e comprende le ex pievi e comuni ed ex comuni seguenti:
| Pieve       | Comune |
| ----------- | --- |
| Bozio       | Alando; Alzi; Arbitro; Bustanico; Castellare di Mercurio; Favalello; Mazzola; Piedicorte di Bozio; Rebbia; Sermano. |
| Castello    | Ghisoni; Lugo di Nazza; Pietroso; Poggio di Nazza; Vezzani.                                                         |
| Giovellina  | Castiglione; Piedigriggio; Popolasca; Prato di Giovellina.                                                          |
| Niolo       | Albertacce; Calacuccia; Casamaccioli; Corscia; Lozzi.                                                               |
| Rogna       | Altiani; Antisanti; Erbajolo; Focicchia; Giuncaggio; Pancheraccia; Piedicorte di Gaggio; Pietraserena.              |
| Talcini     | Castirla; Corte; Omessa; Santa Lucia di Mercurio; Soveria; Tralonca.                                                |
| Vallerustie | Aiti; Cambia; Carticasi; Erone; Lano; Rusio; San Lorenzo.                                                           |
| Venaco      | Campovecchio; Casanova; Lugo di Venaco; Poggio di Venaco; Riventosa; Santo Pietro di Venaco; Serraggio.             |
| Vivario     | Muracciole; Noceta; Rospigliani; Vivario.                                                                           |

Ecclesiasticamente, esso costituiva la parte occidentale della diocesi di Aleria. La pieve di Vallerustie fa anche parte della microregione chiamata Castagniccia.